# Коста-Рика в Первой мировой войне
Коста-Рика вступила в Первую мировую войну 23 мая 1918 года, до этого сохраняла нейтралитет. Коста-Рика объявила войну Германской империи и выступила на стороне Антанты.

## Предыстория

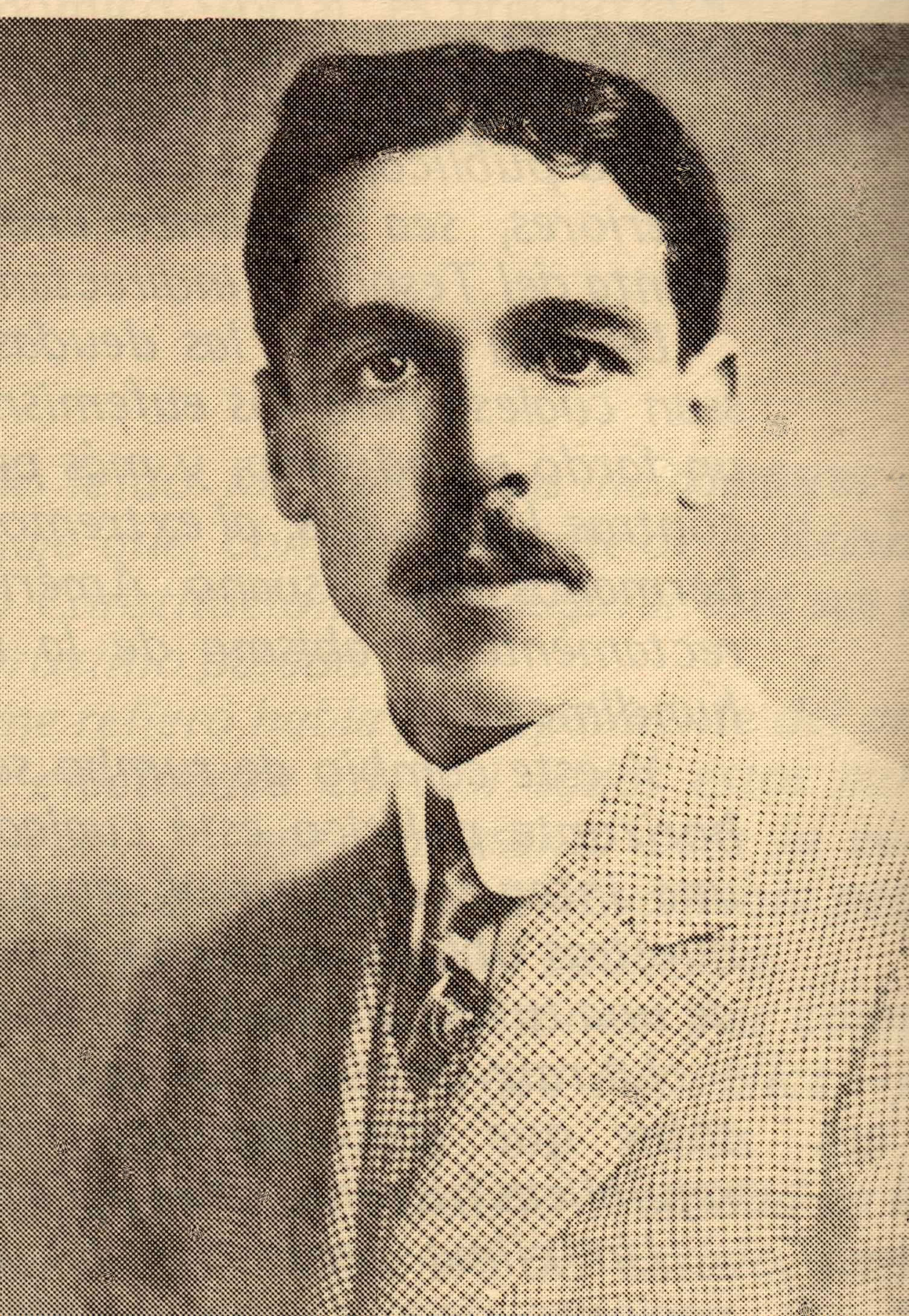
Альфредо Гонсалес Флорес, президент Коста-Рики с 8 мая 1914 года по 27 января 1917 года

Коста-Рика была избавлена от большей части кровопролития, которое замедлило развитие в соседних государствах. Политическая эволюция государства была сосредоточена на четырех конкурирующих городах-государствах: консервативныеЭредия и Картаго, а также либеральные города Сан-Хосе и Алахуэле. Хотя страна столкнулась с некоторыми трудностями — североамериканские флибустьеры под руководством Уильяма Уокера напали в 1850-х годах, а также эпидемия холеры унесла жизни 10 % населения, предыдущие правители смогли построить процветающую экономику экспорта кофе.
Коста-Рика заслужила на тот момент репутацию мира и стабильности, а страна была избавлена от острых классовых и расовых разногласий, которые наблюдались у других латиноамериканских государств. Большинство костариканцев были мелкими землевладельцами испанского происхождения с небольшим уровнем образованности. Когда идеалисты основали Центральноамериканский суд в 1907 году, «казалось логичным и уместным разместить его в Коста-Рике». Как и в других странах Центральной Америки, немецкие инвестиции доминировали в коммунальном хозяйстве.

## Период нейтралитета

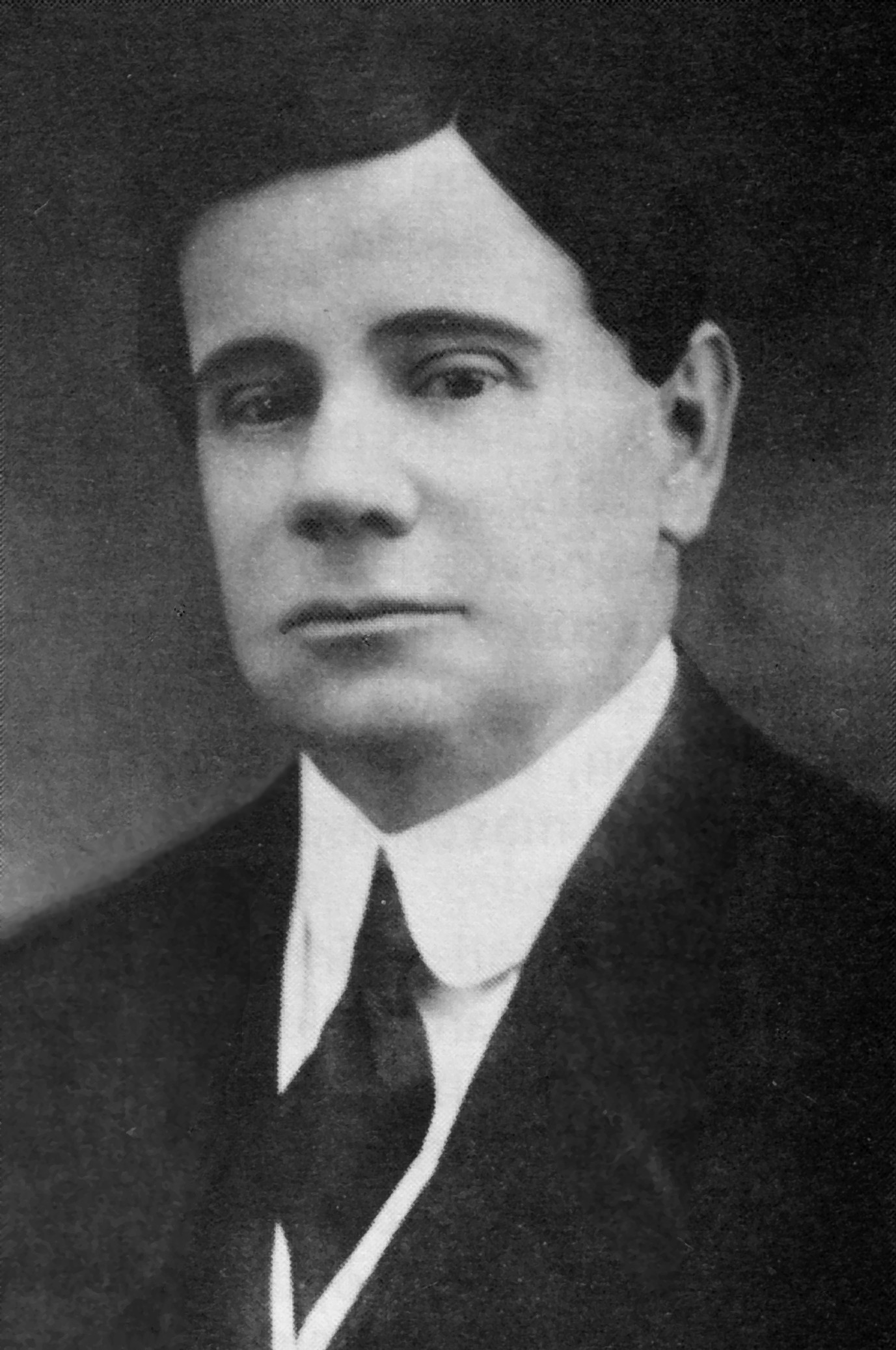
Федерико Альберто Тиноко, президент Коста-Рики во время войны с Германией.

Страна могла развиваться как демократическая, однако конгресс Коста-Рики дисквалифицировал победителя безрезультатного плебисцита 1914 года и назначил своего собственного человека, Альфредо Гонсалеса Флореса, на пост президента. Альфредо Гонсалес Флорес был в основном известен тем, что основал Международный банк Коста-Рики. Во время его правления были приняты важные налоговые законы. Но он был свергнут 27 января 1917 года своим министром войны, внутренних дел и национальной обороны Федерико Тиноко Гранадосом, что нарушило 27-летнюю политическую стабильность в стране и конституционный порядок. Коста-риканская католическая церковь изначально поддержала государственный переворот, однако по мере отсутствия экономического улучшения перешла к критике государственного режима.
На момент начала войны Коста-Рика поддерживала тесные торговые и дипломатические отношения с Австро-Венгрией, Германией, Францией и Великобританией. Во время конфликта Коста-Рика переживала беспрецедентный финансовый кризис, связанный с закрытием европейских рынков и отказом США предоставить любую форму финансовой помощи.
6 апреля 1917 года США официально вступили в Первую мировую войну.

## Участие в войне

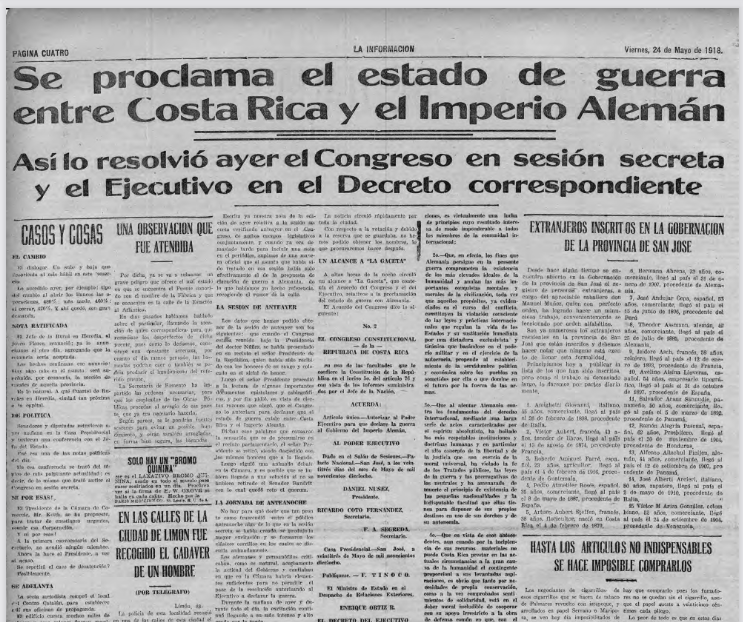
«Состояние войны объявлено между Коста-Рикой и Германской империей», — гласит заголовок на 4-й странице газеты La Información, 24 мая 1918 года.

Президент Коста-Рики Федерико Тиноко имел свои собственные причины объявления войны Германии. Поскольку он захватил власть в ходе переворота, то его не признал президент США Вудро Вильсон. Поэтому, чтобы получить признание со стороны США, ещё 22 апреля 1917 года он предоставил территориальные воды и порты в распоряжение Соединённых Штатов Америки. Данное предложение было важным, поскольку Соединённые Штаты Америки стремились защитить Панамский канал.
Он также разорвал дипломатические отношения с Германией 21 сентября 1917 года. С разрывом дипломатических отношений он также интернировал всех немецких жителей, чтобы они не смогли помочь предшественнику Альфреду Гонсалесу Флоресу вернуть власть. В июле 1917 года Тиноко запросил у Конгресса чрезвычайные полномочия, сославшись на неминуемую угрозу немецкого вторжения в Коста-Рику. 23 мая 1918 года он объявил войну Германии. После объявления войны коста-риканское общество стало с подозрением относится к немецкой общине, несмотря на её значительное экономическое влияние в стране.
Немногочисленные интернированные коста-риканские граждане в Германии были освобождены 29 ноября 1918 года, когда военное министерство Пруссии издало приказ о том, чтобы граждане стран Антанты (в том числе и Коста-Рики) были освобождены из немецких гражданских лагерей и — если они того пожелают — получили выездные визы, позволяющие им вернуться домой.

## Костариканцы на войне
Коста-Рика не отправляла армию на войну, но несколько добровольцев приняли участие в конфликте. Например, Тобиас Боланос Пальма, коста-риканский пилот воевал во французской армии. Другие костариканцы также участвовали в боях. Например, доктор Солон Нуньес, вернувшийся в страну в 1915 году, а также Рикардо Морено Каньяс, вернувшийся в начале 1920-х годов, служили во Франции военными врачами.

## Последствия
Несмотря на все старания главы Коста-Рики, США и европейские державы так и не признали правительство Тиноко законным. Вудро Вильсон обосновал свой отказ тем, что Тиноко силовым путём получил власть, а выборы были недемократические. Другим возможным объяснением является тот факт, что Президент Коста-Рики передал нефтедобычу в стране английской компании в ущерб энергетическому американскому консорциуму, с которым изначально вели переговоры.
Президент США заблокировал возможность участие страны в Парижской мирной конференции, несмотря даже на то, что страна участвовала в войне. Сложился парадокс: непризнанное правительство было явно антинемецким, но политические противники, которых поддерживали США, симпатизировали Германии. Поскольку страна не смогла участвовать в конференции, она не подписала Версальский договор, который бы завершил состояние войны с Германией. Таким образом, техническое состояние войны между Коста-Рикой и Германией прекратилось только после Потсдамских соглашений.
Коста-Рика самостоятельно присоединилась к Лиге Наций 16 декабря 1920 года (вышла 22 января 1925 года).